# Eccoilopus
Eccoilopus là một chi thực vật có hoa trong họ Hòa thảo (Poaceae).

## Loài
Chi Eccoilopus gồm các loài: